# Red Widow
Red Widow est une série télévisée américaine en huit épisodes de 42 minutes créée par Melissa Rosenberg diffusée entre le 3 mars et le 5 mai 2013 sur le réseau ABC et en simultané sur CTV Two au Canada. Il s'agit d'une ré-adaptation de la série néerlandaise Penoza (nl).
Cette série est inédite dans tous les pays francophones.

## Synopsis
Marta Walraven, une femme au foyer de Californie du Nord voit sa vie bouleversée lorsqu'elle apprend le décès de son mari, un parrain de la drogue, qui a été assassiné par un rival. Elle va alors se découvrir une ténacité qui va la pousser à venger son défunt époux et protéger sa famille en remplaçant ce-dernier dans l'organisation aux cotée de son père et de son frère.

## Distribution

### Acteurs principaux
- Radha Mitchell : Marta Walraven
- Sterling Beaumon : Gabriel Walraven
- Clifton Collins Jr. : James Ramos, agent du FBI
- Luke Goss : Luther
- Suleka Mathew : Dina Tomlin
- Erin Moriarty : Natalie Walraven
- Jaime Ray Newman : Katrina « Kat » Castillo
- Jakob Salvati : Boris Walraven
- Lee Tergesen : Mike Tomlin
- Wil Traval : Irwin Petrov
- Rade Šerbedžija : Andrei Petrov
- Goran Višnjić : Nicholae Schiller

### Acteurs récurrents et invités
- Camille Sullivan : Newton (7 épisodes)
- Erin Cahill : Felicity (5 épisodes)
- Natalija Nogulich : Elena (5 épisodes)
- Pedro Pascal : Jay Castillo (4 épisodes)
- Vince Nappo : Vincent (4 épisodes)
- Edi Gathegi : Leon (épisodes 1 à 3)
- Anson Mount : Evan Walraven (pilote)
- Fernanda Andrade (en) : Eva Ramos (épisodes 2, 4 et 5)
- Rodney Rowland : Bob Lagrosse (épisodes 2 et 3)
- Patrick Sabongui (en) : Cristos (épisodes 3 et 4)
- Ken Pogue : Old Laszlo (épisodes 3, 5 et 7)
- Alexia Fast : Bliss (épisodes 3 et 5)
- Tim Kelleher : Agent Kirkenbauer (épisode 3)
- Bradley Stryker : Wallace (épisode 4)
- Sam Hennings (en) : Orson (épisode 4)
- Michael Adamthwaite (en) : Rodney (épisode 4)
- Branka Katić : Alexandra (épisodes 5, 7 et 8)

## Développement
Le projet a débuté en novembre 2011 sous le titre Penoza, puis le pilote a été commandé le 31 janvier 2012 sous le nom The Life.
Dès février, les rôles ont été attribués dans cet ordre : Lee Tergesen, Luke Goss, Radha Mitchell, Rade Šerbedžija, Suleka Mathew, Jaime Ray Newman, Sterling Beaumon et Jakob Salvati, Erin Moriarty, Anson Mount, Erin Cahill, Mido Hamada (en) et Wil Traval, Clifton Collins Jr. et Goran Višnjić. Pedro Pascal et Fernanda Andrade (en) décrochent chacun un rôle récurrent.
Le 11 mai 2012, ABC a commandé la série pour la saison 2012-2013, et a annoncé lors des Upfronts six jours plus tard qu'elle sera diffusée à la mi-saison. Huit épisodes ont été commandés.
Le 10 mai 2013, la série est annulée.

## Fiche technique
- Société de production : Endemol Studios et ABC Studios.

## Épisodes
| № | Titre           | Réalisation             | Scénario                | Première diffusion | Audience (millions) |
| - | --------------- | ----------------------- | ----------------------- | ------------------ | ------------------- |
| 1 | Pilot           | Mark Pellington         | Melissa Rosenberg       | 3 mars 2013        | 7,13                |
| 2 | The Contact     | Daniel Sackheim         | Melissa Rosenberg       | 3 mars 2013        | 7,13                |
| 3 | The Consignment | Terry McDonough (en)    | Elizabeth Benjamin (en) | 10 mars 2013       | 5,31                |
| 4 | The Escape      | Billy Gierhart (en)     | Jameal Turner           | 17 mars 2013       | 4,36                |
| 5 | The Recorder    | Romeo Tirone (en)       | Dana Baratta            | 24 mars 2013       | 4,55                |
| 6 | The Captive     | Rosemary Rodriguez (en) | Ryan Farley             | 31 mars 2013       | 4,08                |
| 7 | The Coke        | J. Miller Tobin (en)    | Micah Schraft           | 28 avril 2013      | 3,47                |
| 8 | The Hit         | Alex Zakrzewski (en)    | Chris Black             | 5 mai 2013         | 3,41                |

## Accueil
Le pilote et le deuxième épisode, diffusés le même soir, ont attiré 7,13 millions de téléspectateurs (parts 1,5/4 parmi les 18 à 49 ans), finissant dernier contre les animations de Fox, Celebrity Apprentice sur NBC, ainsi que The Good Wife et The Mentalist sur CBS.